# ドラゴンシャドウスペル
『ドラゴンシャドウスペル』（DragonShadowSpell）は、2007年1月18日にPlayStation 2用ソフトとして発売されたシミュレーションRPG。「サモンナイトシリーズ」や「ブラックマトリクスシリーズ」を手がける株式会社フライト・プラン初の自社ブランド作品である。公式サイトのスタッフ開発日記では『DSS』と略されている。
予約特典は「オフィシャルビジュアルブック&オリジナルサウンドトラック」。これらには後に発売された設定資料集に掲載されていないイラスト、サウンドトラックに収録されていない曲も含まれている。

## スタッフ
シナリオは『BLACK/MATRIX OO』と同じく鈴木明日香、キャラクターデザインは『BLACK/MATRIX OO』の高野裕紀と『サモンナイト クラフトソード物語』を担当した大塚真一郎の連名で行っている。
フライト・プラン15周年記念事業として立ち上がりプロジェクト当初は少人数で開発を回していたが、その後は多くのスタッフを導入し最終的にはフライト・プランの全社員が何らかの形で関わり制作されたという。

## システム
基本的なゲームの流れとしては「アドベンチャーパート」と「バトルパート」の二つに分類される。

### アドベンチャーパート
「アドベンチャーパート」は主人公をプレイヤーが自由に動かしメインイベントの選択、ボーナスシナリオ、フリーバトル、買い物、ミニゲーム、探索などを行う。
バストアップでの会話中は全てフルボイスとなっている。またイベント毎の節目には、そのイベントに関連するキャラクターのイラストが挿入される。
プライベートトーク
例外を除き基本的にミッション（メインイベント）をクリアするごとに発生し、プライベートトーク専用の一枚絵を背景に、決められたキャラクターと二人きりで会話をすることができる。会話内容は様々で他愛もない会話を楽しんだり、過去に何があったか、物語の核心を話し合ったりする。

### バトルパート
「バトルパート」は基本的にシミュレーションである。本作では味方が1×1であるのに対し敵には2×2や3×3の大型の敵も出現する。
ヴァリアブルターンシステム
戦闘中は特に何も行動を起こさなければ常に後述するシングルモードの状態であるシステム。
シングルモード
戦闘中は全ユニットにWTという待ち時間が設定されておりこの数値が0になった時そのユニットは初めて行動を開始できる。つまり味方フェイズ、敵フェイズというシミュレーションの概念が消え敵味方のターンが入り乱れての戦闘になるモード。
パーティモード
BPを消費し、選択した味方をWTを無視して操作することができるモード。この状態に限りパーティ全員で攻撃可能な「一斉攻撃」を使用することができる。
WT
敵味方全ユニットに設定されている待ち時間。攻撃力が低く移動力のあるキャラは低く、バランスの良いキャラは中間。攻撃力が高い、遠距離攻撃が可能なキャラは高めに設定されている。しかし移動・攻撃など何か行動を起こすたび次のターンのWTは基本値より高く変化していく。
BP
移動や攻撃などで溜まるゲージ。パーティモード、特殊能力を使用するたびに消費される。
ギアカスタマイズ
ステータスアップ、状態異常耐性、魔法など多種多様な効果のある特殊能力をキャラクターに8つまで装備できるシステム。ここでどういったカスタマイズをするかでキャラクターの戦闘中における役割が大きく変わってくる。

### ミニゲーム
通貨である賢者の石を稼ぐことができる。
GArdenROck
アクションタイプのミニゲームで、はじめに住人が欲しがっている花が次々に表示されるので設定された時間内に仕込みモードでその花を準備し、配達モードで住人に届けるという内容。残り時間に応じて賢者の石をもらえる。配達モード中に再び住人と花を再確認することが出来るが時間は常に経過していく。
1ステージ毎に届ける人数が1人ずつ増えていき初期では5ステージまでクリアすることができる。10ステージまでクリアするには浮遊ブロックが必要となるが届けなくてはならない住人が増え難易度も上がる。
MAskedRUnner
様々な効果を持つマスク（仮面）を特定の人物達と交換し手に入れていくミニゲーム。ミニゲームというよりはアドベンチャーパートの延長線である。賢者の石を稼ぐことは出来ないが、ジャンプ中に移動補正がなくなる・移動速度が上がる・ジャンプ力アップ、など賢者の石回収に有用なマスクを手に入れることができる。
ZERO
次々と向かってくるエレメントをBGMに合わせてタイミングよくボタンを押し迎撃する音楽ゲーム感覚のシューティングゲーム。全5ステージ構成となっており4,5ステージに進むためにはそれまでのステージで高得点を取っておく必要がある。タイトル画面にてある方法を用いると評価に関係なく最終ステージまで進めることができる。また同じくタイトル画面にて難易度を難しく設定することもできる。ステージ毎にパーフェクトを達成すると賢者の石を1000個獲得することができる。

## 世界観
現代世界をベースにしたSFファンタジー作品。古文書・聖遺物から「法定式（マトリクス）」と呼ばれる魔術言語を解読し、その実用化に成功した世界。その力を振るう現代の魔法使い「ヴァリアント」たちは、遺跡に眠る方程式を巡る争いを繰り返していた。
また、この世界で戦う者たちであるヴァリアントは、個々に「マトリクスギア」と呼ばれる特殊な武器を装備している。その専用武器ごとに「心獣解放技」と呼ばれる必殺技を放つことが可能。なお、こうした設定についてはゲーム内にて「航海日誌」という形でまとめられている。
本作には『BLACK/MATRIX OO』の作品中におけるキーワードが多々含まれているが特に同一世界を共有しているわけではない。しかしあるエンディングでは『BLACK/MATRIX OO』の世界観がわずかながらほのめかされてはいる。

## キーワード
法定式（マトリクス）
魔術言語。万物の理を解読した化学式。解読することで魔法が使用可能になる。理論上では、法定式を解読することで魔物の具現化（肉体の再構築）なども可能である。
決定式の存在は世界では一般的となっており、組織間の戦いに利用され、医療の研究にも扱われるなどしているが、人体にまで及ぶ法定式汚染や書き換えなど未だに解明されていない（伏せられている）闇の部分も存在している。
ヴァリアント
現代の魔法使い。遺跡に眠る法定式を巡り争い合う。マトリクスギアと呼ばれる特殊な武器を所有している。
マトリクスギア
ヴァリアントたちが所有する、魔物に対抗しうる唯一の武器。心獣が宿っている。法定式の吸収、解読、発動を可能にし、その形状はさまざま。
心獣
マトリクスギアに宿る精霊のようなもの。
アニマムンディ
法定式研究者たちが求める『至高の叡智』とよばれるもの。
マティアスはその正体に気づき破棄を唱えていたが、弟子のドラクロワに殺意を抱く要因となってしまった。
デモンズイコン
至高の叡智アニマムンディへ通じる『扉』が隠された巨大遺跡。
晩餐会
至高の叡智アニマムンディを研究していた13人の博士たちの集まり。その多くが、現在では故人となっている。
- マティアス - 晩餐会の中心人物。元ウラノスの総帥。（故人）
- ドラクロワ - マティアスの片腕だった男。現ウラノスの総帥。
- テオドール - マティアスの息子。（故人）
- オルフェウス - セイレーン計画の中心人物。ユーグに殺される。（故人）
- ヴェルナー - オルフェウスの助手。
- 天音リリコ - 主人公カイトの母。（故人）
- ニコラス - ホリーの祖父。龍血の石（ブラッドストーン）を作る。（故人）
- ルイス - 現メイヘンス代表アリスの祖父。ウラノスの襲撃で瀕死の重傷を負う。
- スペンサー - ルイス博士の助手。現在はルシフェルに所属しており、幽霊船の船長を務めている。
- ラーの祖父 - 一族の悲願を前に、殺されてしまう。（故人）
- 穂叢教授 - 現サイファーパンクの創始者。彼の息子は天音姉弟の師匠である。

七つの暗号（セブンスコード）
晩餐会のメンバーが残した、至高の叡智アニマムンディへの手がかり。そのキーワードには、聖遺物の名などが掲げられている。
ロンギヌスの槍、聖杯、崩王の剣、太陽神の末裔、ソロモン王の遺産、カインの末裔、丘の上の都市から成るらしいが詳細は不明。
ルシフェル
至高の叡智アニマムンディの破棄を目論む組織。ウラノスとは敵対中。
サイファーパンク
日本にある法定式研究機関。主人公カイトと姉タツキが所属する組織。
青の騎士団
魔物退治専門のヴァリアント集団。ガウェインが所属する組織。本部には水底の賢者が眠る『託宣の泉』が隠されている。
龍血の賢者（ドラグナー）
アニマムンディを残したとされる古の魔法使い。
セイレーン計画
人工的にドラグナーを生み出そうとした計画。オルフェウス博士が中心となって進められていたが、彼の死後、計画は凍結される。
バードケージ
セイレーン計画の舞台となった『鳥篭』を意味する名前の施設。
『鳥』
セイレーン計画の遺児。力の大きさに比例して、精神面が不安定。その多くがサイレントレイスに属しているが全ての鳥が属しているというわけではないという。

## キャラクター
天音カイト（戒人）声 - 宮野真守
本作の主人公。十七歳。
「サイファーパンク」に所属する見習いヴァリアント。チョコレートが大好きで、かなりの甘党。ふだんは冷静だが、人が傷つく場面を見ると感情が爆発する。
ダイクロ曰く、所有するギアの正体は『ソロモン王の大きな鍵』と呼ばれる遺産。
{幼いころ（回想などから七歳ころと判断される）に、両親が殺される現場を目撃している。自身もそのときに瀕死の重傷を負い、スイヒによって命を救われる。意識がなくなる寸前、現場で両親を前にして高笑いをする男の後ろ姿を見る。のちにペインキラーと対峙した際、彼がその男だということを思い出し批判する。
実は龍血の賢者（ドラグナー）という特別な存在。
スイヒ（翠翡）声 - 古谷徹
主人公の相棒で、法定式世界で最強の象徴とされる龍の心獣。
赤色の小さな龍。見た目は愛らしいが、口が悪い。かなりのやきもち焼きでもある。
天音家の祖である“貴い朱”とも“朱い鬼”とも呼ばれた男との戦いに敗れ彼と契約を交わした過去を持つ。
天音タツキ（竜妃）声 - 佐藤朱
主人公カイトの姉。二十二歳。
「サイファーパンク」に所属する優秀なヴァリアント。才女だが、弟には甘く、恋愛関係にも非常に鈍い。
小刀型のマトリクスギア『天の叢雲』を装備している。
本来ならば、スイヒやカイトのマトリクスギアは、彼女が受け継ぐはずだった。
カイトに逐一「貴方は何もしなくてもいいのよ」と過保護を続け、それを嫌がったカイトが車道に飛び出し車に撥（は）ねられた事件から、カイトへの過保護は以前よりもおさまった。
桐山ライカ（雷歌）声 - 私市淳
法定式への深い知識を持つ、優秀なヴァリアント。寡黙で冷たい印象を与える青年。ためいきが多い。二十三歳。
銃型のマトリクスギアを装備する。ライセンスを持っているが、どの組織にも所属していない。
心獣はキツネ。
父親が日本人、母親が外国人のハーフで、両親は父方の祖父からの猛反対を受け、泣く泣く別れた。しかしそのときにはライカが母の胎内に存在しており、母子家庭として育つことになる。そのときからライカは我儘をほとんど（というより、まったく）言わず、母の負担にならないように生きてきたと思われる。
あるとき、ライカは風邪をひき、心細くなっていたためか、母親に「早く帰ってきて」と言う。その帰りに、母親は交通事故を起こして亡くなってしまう。母の死後、彼は父方に引き取られる。その際に、彼の祖父が「自分が反対しなければ母親が亡くなることはなかっただろう。すまなかった」と、畳に何度もひたいをこすりつけて謝る姿を見て、幼心につらかったとのこと。
こういった「刷り込み」（幼少期の子供は、大きな事故やケガが自分のせいで起こったことだと錯覚してしまうというもの）が彼の人格形成に少なからず影響しているのだろう。彼のあまりにも冷静な性格は、この母の死・祖父の謝る姿が関係していると思われる。
動物によく懐かれる。懐かれることはいいものの、扱いかたがわからず苦戦しているらしい。実家で三匹の猫を飼っているためか、猫の扱いはうまい。そのため、シーとも仲が良い。
好みの女性としては、「太もも」らしい。「むっちりしているほどいい」らしい。
ガウェイン・グランドハート声 - 高塚正也
「青の騎士団」所属のヴァリアント。ある人物を追っている。二十八歳。長身で分厚い筋肉の持ち主。見た目は武骨、もといウェスタン系だが、口調や物腰は丁寧かつ紳士的。サラの保護者代わりでもあるため、彼女には甘い（サラから「過保護」と言われるほど）。
拳を覆うガントレット型のマトリクスギアを装備。
心獣は岩の鎧の巨兵。
サラのお守りは、もともとアーサーとランスロットに頼まれておこなっていたことで、若いころはそれが嫌で家出をしたこともある。三日と掛からずアーサーとランスロットに発見され、家に連れ戻される。その際、真っ赤に目を泣き腫らしたサラが彼の足元にまとわりついて、「良い子でいるから、もうどこにも行かないで」と言うのを聞き、ひどく傷ついた。それ以後、彼はサラの『騎士』として、彼女を護り続けることを決意する。
アーサーは彼の尊敬する人間で、同胞殺しをおこなった彼を信じることができず、彼を追い続ける。
サラ・セイクリッドハート声 - 神田朱未
ガウェインの任務に無理矢理ついてきた、見習いヴァリアントの少女。十四歳。おてんばなのをからかって「姫」の愛称で呼ばれている。かなりの偏食家で、ガウェインにお菓子禁止令をだされているほど。ある事件がきっかけで、腰まであった長い髪を切り落とす。
エアトレック型のマトリクスギアを装備。
心獣は光の羽根。
父の名前はランスロット。信頼し、憧れてもいたアーサーが、「青の騎士団」副団長であったランスロットを殺したことが信じられず、ガウェインに無理矢理同行する。その際、彼女は腰まであった長い髪を切り落とす。
「運命の子」と位置づけられる存在で、扉をひらくことができる人間の一人であった。
ジェフティ・トート声 - 皆川純子
方程式研究者の天才。褐色の肌、小柄で細身の少年。十三歳。誰に対しても遠慮がない物言いをする。皮肉屋で、自分の計算高さを隠すことをしない。ちなみに辛党。お茶請けの和菓子くらいしか手をつけないらしい（サラ談）。
ヘルマ曰く、名前の由来はエジプト神話の知恵の神。杖型のマトリクスギアを装備している。
心獣は黒いサギ
「ウラノス」の惨殺現場に居合わせた人間の一人で、そういった事件を、ライカ、ヘルマとともに隠滅している。
代々ラーの子孫に仕えている血筋で、ラーの父・ハワードの初恋の人と、彼の親友のあいだにできた子。ちなみに両親は健在。ラーが彼を自分の弟だと言っているのは、ハワードがジェフティに父と呼んでくれと頼み、ジェフティが「父さん」と呼んだ場面を聞いてしまったから。ハワードの血液型はO型、ジェフティの血液型はAB型なので、ジェフティがラーの弟である確率はゼロである（cis-ABというものなら別らしい）。
テレーゼ・ヴァイスマン声 - 水城レナ
おしとやか系の少女。日に弱い肌を持ち、常に日傘を射している。十九歳。物静かな性格で、明るい日差しを好む（が、前述のように日傘は必須）。ディーネにママと慕われている。
傘型のマトリクスギアを装備。
ヴェルナー・ヴァイスマンの娘。大きな屋敷に一人で住んでいた。
ディーネ・メルポメーヌ声 - 町井美紀
テレーゼを母親のように慕う少女。人見知りが激しく、とくに男性は顔が大きいから駄目らしい。カイトとはすぐに打ち解け、「お兄ちゃん」と呼び慕っている。
本来の姿はアクアディーネと呼ばれるテレーゼの心獣で、テレーゼと契約をしていなかったため（彼女にそういう重いことを背負わせたくないという配慮から）にその姿は消えようとしていた。しかしながらカイトとの出会い、彼のことばによって、テレーゼと契約することを決意する。
ヘルマ・ロックソルト声 - 進藤尚美
代々優秀な魔女を輩出してきたロックソルト家の令嬢にして、「魔女」と呼ばれる者。強い自立心から家を飛び出し、ソロで活躍するヴァリアントの一人。龍血の賢者が遺した遺跡を巡る旅を続けている。赤い巻き毛のツインテールと黒いゴス系のドレスが特徴。
手に持つ大きな魔道書が、彼女のマトリクスギア。姓は『岩塩』から。
心獣は大きな蜘蛛。
魔女のためか、実年齢は数百歳と思われる。クエストでもそれらしい記述が記されている。
非常勤務で、学校の講師をすることもある（けっこうスパルタらしい）。博学で、客観視することもしばしばある。
プリンヴェール・シュガー声 - 國府田マリ子
シュガー家の令嬢にして「魔女」と呼ばれる者。「銀の小さじ」という二つ名を継いでいる。凄腕の探し手で、彼女に見つけられないものはないと噂されるほど。ヘルマとは幼馴染だが、なにか因縁があるようす。容姿は、長い金髪にブラウン＆オレンジ色でまとめたゴス系ドレスの少女。
マトリクスギアには、スプーン型の杖を装備している。姓は『砂糖』から。
アーサー・グランドハート声 - 石川英郎
追手から逃げつつ、単身「デモンズイコン」と呼ばれる遺跡を求める男。四十八歳。元「青の騎士団」団長。渋カッコいい系のオッサン。
身の丈ほどもある大剣型のマトリクスギアを装備。
心獣は炎をまとったトカゲ。
彼がランスロットを殺害したのは、ランスロットが娘のサラを危険にさらさせないためだった（元はランスロットが画策したもので、アーサーはそれに巻きこまれたようなもの）。「穢れた手」が扉をくぐれば数百年は扉がひらかずに済み、サラが「運命の子」として巻きこまれずに済むためである。それとは知らず、サラとガウェインは彼を追い続けていたのだった。

### ウラノス
至高の叡智を求める悪の秘密結社。
ペインキラー声 - 中田譲治
ウラノス最強のヴァリアント。
仮面をつけた謎の男。古の時代に失われたはずの力である『龍の声（ドラゴンボイス）』を継ぐ者だが、出自は不明。つけている仮面は、強すぎる力を抑えるためのものらしい。謎が多いらしく、ジークからつねに監視されている。
イバラがデザインされた長剣型のマトリクスギアを装備。
カイトの両親が殺害された現場に居合わせたのは、彼らを救出するためだった。しかしながら時既に遅し、彼らは息絶えており、カイトも瀕死の重傷を負っていた。それを眼前にして、一時的に気がふれてしまい、血の海の中彼は高笑いをする。その現場を目撃していたカイトは、彼こそが両親を殺害した犯人だと思いこみ、そのまま成長する。
カインの扉を開ける守護者であり、父マティアスを殺した敵の仇を討つために「ウラノス」に所属していた。
ジーク・ドラッグル声 - 伊藤健太郎
ウラノスに雇われているヴァリアントの若者。裏切り者殺しの暗殺者。約束された報酬のためだけに行動する。
チェーンソー型のマトリクスギアを両手に装備している。
ミリアムの実の弟で、肉体を造りかえて無理矢理大人の姿をしている。幼い頃ドラグナーの能力が暴走し死にかかり、ミリアムに助けられた。
公式には年齢不詳であるが、ドラマCDにおいてカイトの年齢に対し、俺より一つ上と発言している。
ヴェルナー・ヴァイスマン声 - 三浦祥朗
ウラノスの参謀、長い銀髪の男。つねに穏やかに接するが、本音が一切見えない。五十歳。
鳥の王（バードキング）と呼ばれる存在。そのことから、「鳥」たちとは、浅からぬ縁があることがうかがい知れる。
かつて、オルフェウス博士の下で助手として働いていた。テレーゼの父親。
実は彼自身もナンバー207シリーズの「鳥」であり、失敗作として生まれたが瀕死の重傷を負った際に力に目覚め不老の身となった。
アヴィー・ビルケンシュトク声 - 臺奈津樹
ウラノスの女幹部。目的のためならば手段を選ばぬ、非情な性格。ヴェルナーの下で方程式を学んでいたこともあったが、今では穏健派寄りの彼を「腰抜け」と疎んでいる。
元は孤児でその頭脳の高さを見込んだダイクロ博士の養女となった過去を持っており今でも自分を捨てて消えた博士に愛憎入り混じった感情を持っている。
銃型のマトリクスギアを装備。
F・ドラクロワ声 - 掛川裕彦
ウラノス総帥。至高の叡智『アニマムンディ』を求めている者の一人。黒フードで素顔は窺えない。
カイトの両親を殺した張本人であり、マティウスの助手の一人。フランツ神父としてミリアムの傍にありつづけ、カイトらと顔を合わせていた。
ミリアムの母とマティアスを神聖視していたが、マティアスが『アニマムンディ』を破棄しようとしミリアムの母が暴徒に殺されたことにより暴走。
師が諦めた『アニマムンディ』を使った千年王国の実現を決意し、数々の凶行に走った。

### サイレントレイス
優秀だが、黒い噂が絶えないヴァリアントチーム。
ユーグ・セイレン声 - 山本圭一郎
ヴァリアントチーム「サイレントレイス」のリーダー。
つかみ所がない男。喜怒哀楽のうち、喜と楽以外の感情がにぶい。「ウラノス」に良い感情を持っていない。青竜刀型のマトリクスギアを装備。
ヴェルナーに対しては恩と尊敬の念があるらしく、どうやったら彼を美しいまま殺せるか悩んでいる。
セイレーン計画で生まれたナンバー908シリーズの「鳥」でありオルフェウス博士を殺した張本人である。
ロディオン・ホーク声 - 石井康嗣
ヴァリアントチーム「サイレントレイス」の一員。寡黙な巨漢。瀕死のところをカレルに発見され、以後「サイレントレイス」の一員として行動を共にする。常識を逸脱しやすいユーグを抑えることができる者の一人でもある。
他の2人と違って「鳥」ではないが、ウラノスに強化を施された過去を持つ。
カレル・リチェルカーレ声 - 吉川未来
ヴァリアントチーム「サイレントレイス」の一員。「サイレントレイス」の中では最年少らしい。ある施設からユーグに助けられ、それ以後彼に懐いている。
セイレーン計画の最後の被験者で、未熟な雛のように、男にも女にも大人にもなれないままらしい。

### 桃毒組（ポイズンピンク）
出会った者にトラウマを与える、脱力系ヴァリアントチーム。
ラー声 - 三浦祥朗
ヴァリアントチーム「桃毒組（ポイズンピンク）」のリーダー。二十二歳。
無類のドラゴン愛好家にして、人の話を曲解したまま突き進む暴走キャラ。人の話を最後まで聞かないうえに曲解したまま進むので、周囲に疲れを感じさせることもしばしば。情に脆いらしく、死した祖父の話になるとよく泣く（ちなみに祖父のことは「じっちゃん」と言う）。
普段はちゃらんぽらんだが、やるときはやる人。
実はライセンス所持者。ペーパーテストに関しては常に満点をとるほどだという（ブエナ談）。そして彼が前日祝いをおこなった者は、ジェフティを除いてすべての人間がライセンス取得試験に落ちているという（ブエナ&ビスタ談）。
初恋の人が飼っていた犬と同じ名前にショックを受けて、「ラー」と名乗るようになったらしい。しかも、本名不明。
ヌンチャクのようなマトリクスギアを所持。
ブエナ・カフー声 - 安井絵里
ヴァリアントチーム「桃毒組」の参謀役。ラーの企てた無謀な計画を、さらに凶悪なものへと仕上げる、ある意味での黒幕。二十二歳。
ラーに仕える双子姉妹の姉。スレンダーな美人秘書。頭脳労働担当。つねに微笑みを絶やさず、物事を冷静に判断する。楽しい現場の傍観が趣味のため、ラーの暴走などはたいがい蚊帳の外から眺めている。
ビスタ・カフー声 - 佐々木亜紀
ヴァリアントチーム「桃毒組」の（自称）大規模破壊担当。二十二歳。
ラーに仕える双子姉妹の妹。グラマーな美人秘書。力仕事担当。底抜けの明るさとプラス思考で、ラーの暴走をよく煽る（本人は無自覚）。猫が大好き。
銃型のマトリクスギアを装備。
心獣はかわいい猫。

### その他
ミリアム・ウース声 - 川澄綾子
癒しの聖女。ただし、その力は己の命を代償とする。穏やかな性格。容姿は、長い銀髪に褐色の肌。力を使い続けたせいで、あと余命がわずかしかない。自分の弟を助けるために神に願い、その力を得たとされる。十九歳。
フランツ
ミリアムを見守っている神父。かつて、魔物に襲われ、瀕死の状態に陥ったとき、ミリアムの母に助けられた。力を使い続け、弱っていくミリアムを心から心配している。
アル（アルフレッド）声 - 宮田幸季
白鳥城の観光案内をしている若者。容姿は、眼鏡のおっとり系。病弱なホリーを心配している。
白鳥城の城主で、けっこう腹黒かったりする。ホリーを養妹にしたのは、最初は彼女の中に眠る方程式が欲しかったためだが、今は違うらしい。
運命の管理者という存在。破滅を回避するための存在“コンダクター”らしい。
“コンダクター”が回避すべき破滅とは命の根源である“シードマスター”の発芽の回避であり、そのため地上がマナで溢れた状態を維持するのが役目である。
ホリー・フラメル声 - 牧島有希
白鳥城の城主に保護されている少女。病弱な上に、不幸な生い立ちで笑顔を失っている。十二歳。
父の残した方程式が彼女の中に眠っており、それを巡る様々な人間との関わりから、笑顔を失っている。彼女の病気は方程式汚染と呼ばれるもので、以前ミリアムに来てもらい、病気の進行を遅くしてもらった。
プラン声 - 新千恵子
主人公をナビゲートする、ハイテンションな少女。フライの姉。ふたりは幽霊船の精霊といえる存在であり、カイトとスイヒ以外のメンバーにはその存在すら認識されていない。声は『BLACK/MATRIX OO』のプランと同じ新千恵子が担当。名前は『Flight Plan』のplanから。
フライ声 - 佐々木亜紀
主人公をナビゲートする、ロウテンションな少年。プランの弟。ふたりは幽霊船の精霊といえる存在であり、カイトとスイヒ以外のメンバーにはその存在すら認識されていない。声は『BLACK/MATRIX OO』のフライと同じ佐々木亜紀が担当。名前は『Flight Plan』のflightから。

## 主題歌
- オープニングテーマ「Rainbow」 歌：DayLightFever
- エンディングテーマ「One」 歌：DayLightFever

設定資料集の付属DVDにインタビューが収録。公式サイトにてDVDに収録されていない「こぼれ話」が公開されている。フライト・プランのサウンドクリエーター岡本隆司が名古屋で活躍しているバンドを探しておりDayLightFeverのライブを見てそのままOPの話を持ちかけ、その流れでOPに決定したという。

## 関連商品
書籍

- ドラゴンシャドウスペル オフィシャル最速ガイドブック（2007年1月18日発売）
- ドラゴンシャドウスペル 公式コンプリートガイド（2007年3月15日発売）
- ドラゴンシャドウスペル 公式ビジュアル設定資料集 叡智の書 The Secret of Matrix（2007年4月14日発売）

小説

- ドラゴンシャドウスペル 咲かずの百華の法定式（2007年2月28日発売、著者：原口美奈子、イラスト：高野裕紀）

漫画

- ドラゴンシャドウスペル アンソロジーコミック（2007年3月31日発売）

CD

- サウンドトラック ドラゴンシャドウスペル（2007年3月21日発売）
- ドラマCD ドラゴンシャドウスペル Vol.1 古城の狼の詩[前編]（2007年7月25日発売）
- ドラマCD ドラゴンシャドウスペル Vol.2 古城の狼の詩[後編]（2007年8月24日発売）